# Porothamnium bigelovii
Porothamnium bigelovii là một loài Rêu trong họ Neckeraceae. Loài này được (Sull.) M. Fleisch. miêu tả khoa học đầu tiên năm 1925.